# Jean Le Clerc (théologien)
Pour les articles homonymes, voir Jean Le Clerc (homonymie) et Le Clerc.
Jean Le Clerc, également appelé Jean Leclerc ou Johannes Clericus de son nom latin, né le 19 mars 1657 à Genève et mort le 8 janvier 1736 à Amsterdam, est un théologien et pasteur protestant genevois qui fut également historien, critique et journaliste.

## Biographie
Il est le fils d’Étienne Le Clerc ou Leclerc, d’une famille originaire du Beauvaisis installée à Genève, professeur de grec et de Suzanne Gallatin. Il suit les cours de  philosophie de Jean-Robert Chouet et présente sa thèse De  essencia materiae. Il suit ensuite les cours des théologiens Louis Tronchin et Bénédict Turrettini.
En 1678, il est appelé en Dauphiné comme précepteur d’un fils aîné de la famille Sarrazin, seigneurs de Beaumont, puis et nommé pasteur à Genève en 1679. En 1680, il  séjourne à Saumur où sont publiées les Literii de Sancto Amore Epistolae Theologicae qui lui sont attribuées.
Après un séjour de six mois à Londres en 1682 où il prêche dans l'église wallonne, il s’établit à Amsterdam. Il y rencontre John Locke et Philipp van Limborch. L'Église de Genève était alors une ennemie déclarée des doctrines professées par Jacobus Arminius sur la grâce universelle et l'imputation du péché d'Adam. Le Clerc s'éloigne ainsi du calvinisme.
Le Clerc traduit la Lettre sur la tolérance (A Letter Concerning Toleration) de Locke. Il entretient une correspondance avec ce dernier. D'après la dix-septièmiste Delphine Soulard, « véritable promoteur de Locke, Le Clerc fut le premier à faire connaître ses idées philosophiques, mais également politico-religieuses à la République des Lettres ».
Après une dernière tentative de vivre à Genève, il s’installe définitivement à Amsterdam et prêche dans l'église des Remonstrants tous les vendredis jusqu'en 1684. Après cette date, il se consacre  à l'éducation et enseigne la philosophie, l'hébreu et les Belles-Lettres au collège des Remonstrants. Après la mort de Limborch, il devient professeur d'histoire ecclésiastique jusqu'en 1728, où il est victime d'une attaque cérébrale.
En 1703, il publie Le Nouveau Testament de Notre Seigneur Jésus-Christ traduit de l'original grec chez Jean-Louis de Lorme. Il publie également Bibliothèque universelle et historique (Amsterdam, 25 vols, 1686-1693), commencée avec J.C. de la Croze, La Bibliothèque choisie (Amsterdam, 28 vols, 1703-1713) et La Bibliothèque ancienne et moderne (29 vols, 1714-1726).

## Famille
Jean est le fils d’Étienne Le Clerc (1599-1676), philologue, et de Susanne Gallatin de Tudert. Il a deux frères, Daniel Leclerc (1652-1728), médecin et anatomiste, François, et une sœur, Madeleine.

En 1691, il épouse  Marie, fille de Grégoire Leti, et aura quatre enfants (morts mineurs).

## Publications
- Bibliothèque universelle, tome XXVI, dans lequel sont contenues les tables des auteurs et des matières dont il est parlé dans les  XXV volumes précédens, chez les frères Wetstein, Amsterdam, 1718 (lire en ligne).
- Bibliothèque choisie, pour servir de suite à la Bibliothèque universelle, tome XXVIII, dans lequel sont contenues les tables des auteurs et des matières, dans il est parlé dans les XXVII volumes précédens, chez les frères Wetstein, Amsterdam, 1718 (lire en ligne).
- Commentarius in Mosis prophetae libros quinque: cum eiusdem versione et paraphrasi perpetua, dissertationibus item criticis atque tabulis chronologicis et geogr. Genesis sive Mosis prophetae liber primus, 2 vol., Cotta, 1733.
- Défense des sentimens de quelques théologiens de Hollande sur l'Histoire critique du Vieux Testament , contre la réponse du prieur de Belleville [Richard Simon], Amsterdam : H. Desbordes, 1686.
- De l'incrédulité: où l'on examine les motifs et les raisons générales qui portent les incrédules à rejetter la religion chrétienne : avec deux lettres où l'on en prouve directement la vérité, H. Wetstein, 1696 ; David Mortier, 1714.
- (avec Charles Le Cène) Entretiens sur diverses matières de théologie, où l'on examine particulièrement les questions de la grace immédiate, du franc-arbitre, du peché originel, de l'incertitude de la metaphysique, [et] de la prédestination, Amsterdam : Nicolas Schouten, 1685.
- Epistolae criticae et ecclesiasticae, Amsterdam, 1700.
- Genesis sive Mosis prophetae liber primus, Amsterdam H. Schelte, 1710.
- Harmonia evangelica, Amsterdam,1699
- Lettres inédites de Le Clerc à Locke, Berkeley/Los Angeles, University of California Press, 1959, introduction de Gabriel Bonno.
- Sentimens de quelques theologiens de Hollande sur l'Histoire critique du Vieux Testament, composée par le P. Richard Simon de l'Oratoire. Où en remarquant les fautes de cet auteur, on donne divers principes utiles pour l'intelligence de l'Ecriture Sainte, Amsterdam : Henri Desbordes, 1685; 2e éd.,Amsterdam : Pierre Mortier, 1711.

## Traduction
- John Locke, Lettre sur la tolérance et autres textes, Paris, Flammarion, coll. « GF », 2007, 284 p..